# جيفرسون كاي
جيفرسون كاي (بالإنجليزية: Jefferson Kaye)‏ هو صحفي رياضي أمريكي، ولد في 12 ديسمبر 1936 في بالتيمور في الولايات المتحدة، وتوفي في 16 نوفمبر 2012 في بينغامتون في الولايات المتحدة بسبب سرطان.

## وصلات خارجية
- جيفرسون كاي على موقع IMDb (الإنجليزية)